# 第5屆香港電影金紫荊獎
第5屆香港電影金紫荊獎於2000年3月19日在香港科學館演講廳舉行，由香港影評人協會主辦。

## 提名及獲獎名單
注：粗體字代表名單為獲獎
| 獎項       | 名單                |
| 最佳影片   | 暗戰                |
| 最佳影片   | 千言萬語            |
| 最佳影片   | 鎗火                |
| 最佳導演   | 杜琪峰（鎗火）      |
| 最佳導演   | 杜琪峰（再見阿郎）  |
| 最佳導演   | 許鞍華（千言萬語）  |
| 最佳導演   | 杜琪峰（暗戰）      |
| 最佳男主角 | 劉德華（暗戰）      |
| 最佳男主角 | 劉青雲（再見阿郎）  |
| 最佳男主角 | 吳鎮宇（爆裂刑警）  |
| 最佳男主角 | 黃秋生（千言萬語）  |
| 最佳男主角 | 劉青雲（目露凶光）  |
| 最佳女主角 | 張柏芝（星願）      |
| 最佳女主角 | 梁詠琪（心動）      |
| 最佳女主角 | 李麗珍（千言萬語）  |
| 最佳男配角 | 甘國亮（紫雨風暴）  |
| 最佳男配角 | 張耀揚（鎗火）      |
| 最佳男配角 | 王喜（生命揸fit人） |
| 最佳女配角 | 莫文蔚（心動）      |
| 最佳女配角 | 羅蘭（爆裂刑警）    |
| 最佳女配角 | 何超儀（紫雨風暴）  |
| 最佳女配角 | 金燕玲（心動）      |
| 最佳編劇   | 陳健忠（千言萬語）  |
| 最佳編劇   | 葉錦鴻（半支煙）    |
| 最佳編劇   | 游乃海、（暗戰）    |
| 最佳攝影   | 黃岳泰（紫雨風暴）  |
| 最佳攝影   | 鄭兆強（鎗火）      |
| 最佳攝影   | 鮑德熹（半支煙）    |